# Severstal
Severstal este cea mai mare companie producătoare de oțel din Rusia.
Acționarul majoritar este miliardarul rus Alexei Mordasov.
Acțiunile companiei sunt tranzacționate la bursele din Rusia și de la Londra.
În anul 2007, Severstal a produs 17,5 milioane de tone de oțel și a raportat profituri de 15,2 miliarde dolari.
În mai 2008, compania a preluat fabrica de oțel din SUA, Sparrows Point, de la ArcelorMittal, pentru suma de 810 milioane dolari (523,6 milioane euro).